# Infrared Data Association

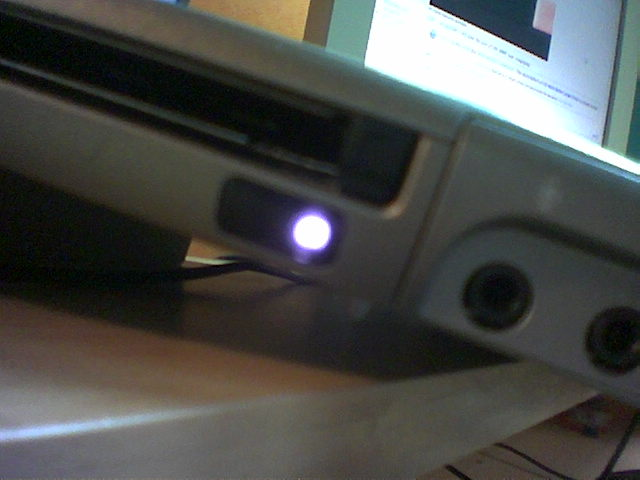
Un port infrarouge d'ordinateur portable en cours d'activité

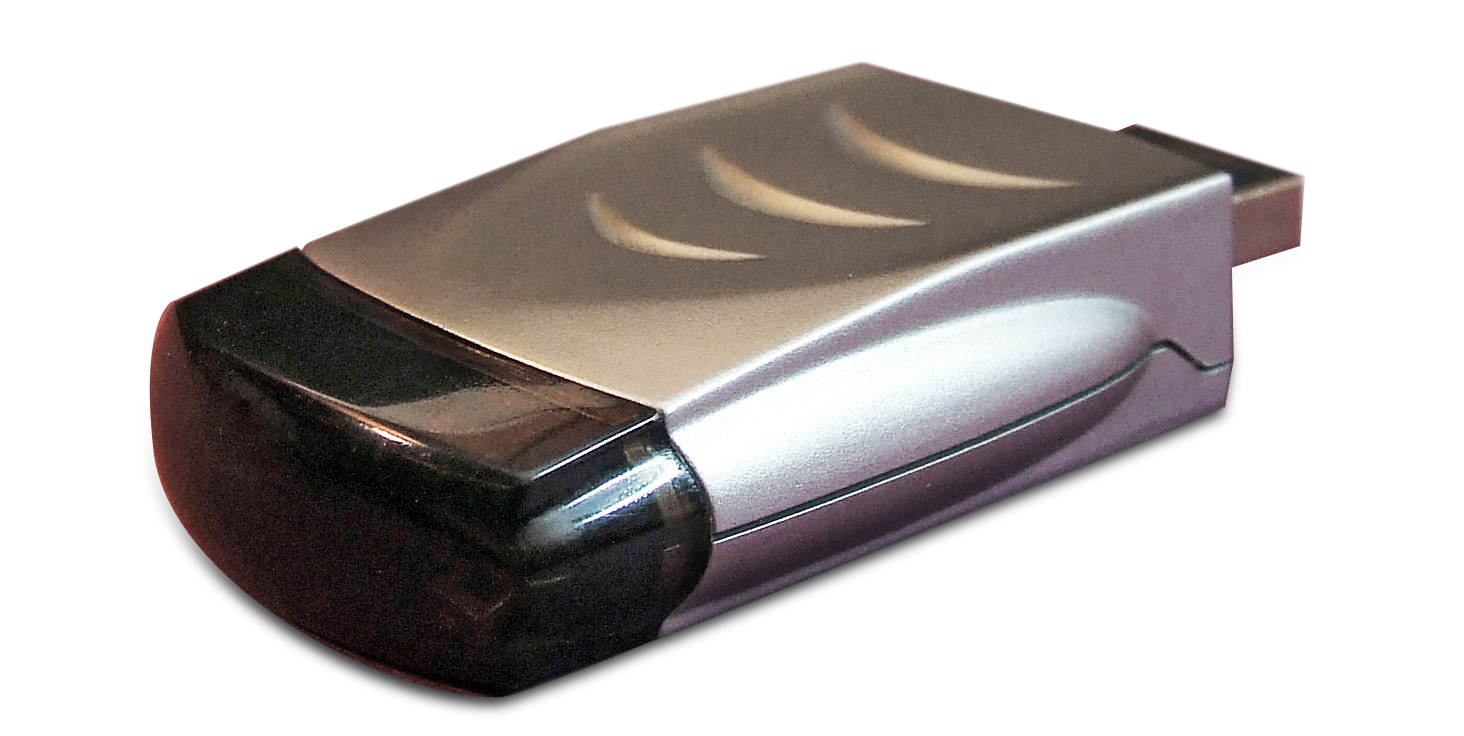
IrDA via USB

L’Infrared Data Association, également connu sous le sigle IrDA, est un groupe de standardisation définissant des normes  permettant de transférer des fichiers par infrarouge.

## Historique
Cette technologie était utilisée dans la fin des années 1990 et le début des années 2000 notamment pour faire des transferts de fichiers entre des ordinateurs portables, des téléphones mobiles ou des assistants personnels. L'IrDA est à présent progressivement remplacé par les technologies par ondes radios telles que le Bluetooth et le Wi-Fi qui permettent de s'affranchir d'une visée directe entre les deux appareils communicants. Cette technologie renaît à partir de 2013 avec son intégration aux téléphones portables comme avec le Samsung Galaxy S4, qui est alors utilisé comme télécommande universelle pour les télévisions par exemple. Il est aussi très utilisé dans les environnements où les interférences empêchent les technologies par ondes radios de fonctionner correctement.
Généralement, la portée de la transmission ne dépasse pas le mètre.